# Gosford, Oxfordshire
Gosford är en ort i civil parish Gosford and Water Eaton, i distriktet Cherwell, i grevskapet Oxfordshire, i England. Gosford var en civil parish 1866–1932 när blev den en del av Gosford and Water Eaton, Hampton Gay and Poyle och Kidlington. Civil parish hade 75 invånare år 1931.